# Клинк, Рон
Ро́нальд «Рон» Клинк (англ. Ronald «Ron» Klink; род. 23 сентября 1951, Кантон, Огайо, США) — американский политик-демократ, член Палаты представителей США от 4-го избирательного округа штата Пенсильвания (1993—2001). В настоящее время является старшим советником по вопросам политики в юридической фирме и лоббистской группе «Nelson Mullins Riley & Scarborough» (Колумбия, Южная Каролина), а также сотрудником интернет-издания «The Huffington Post».

## Биография

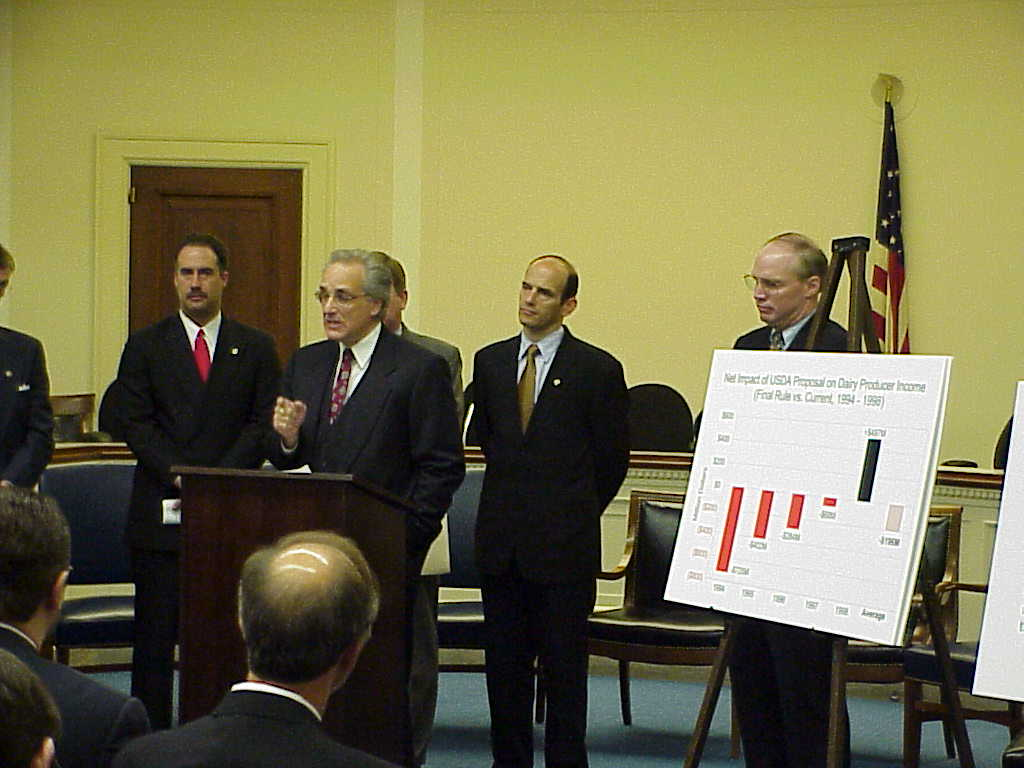
Рон Клинк выступает с речью о влиянии предложения министерства сельского хозяйства на молочную промышленность

### Ранние годы и образование
Родился 23 сентября 1951 года в Кантоне (Огайо, США) в семье греков выходцев с острова Калимнос (Додеканес, Греция).
В 1969 году окончил среднюю школу в боро Майерсдейл (Пенсильвания).
В ранние годы был сельскохозяйственным рабочим, кровельщиком, продавцом в сфере розничной торговли и владельцем ресторана.

### Тележурналист
В 1976—1978 годах работал на принадлежащем CBS телеканале WTAJ-TV в Алтуне в качестве репортёра, а позже ведущим прогноза погоды и спортивных новостей (временно заменяющий), после чего в июле 1978 года уехал в Питтсбург.
В 1978—1991 годах работал ведущим прогноза погоды и репортёром на телеканале KDKA-TV (также CBS). В этот период стал узнаваемой фигурой в Большом Питтсбурге.

### Палата представителей США

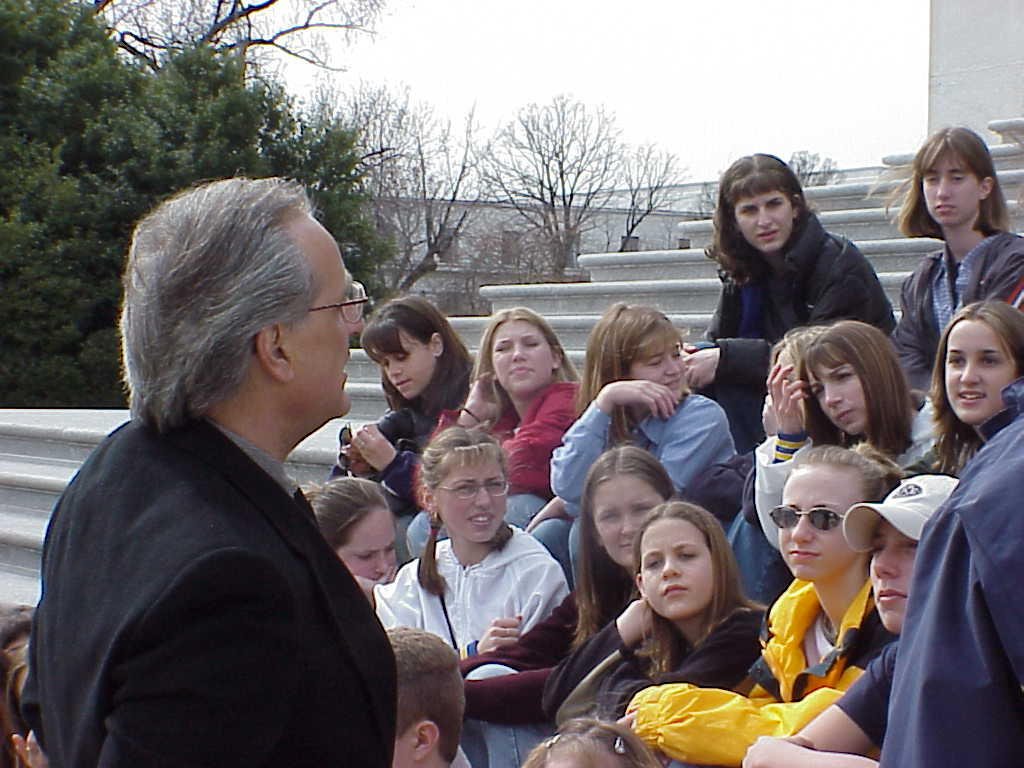
Общение со студентами

В 1993—2001 годах в течение четырёх сроков подряд был членом Палаты представителей США от 4-го избирательного округа штата Пенсильвания. Пользовался успехом у избирателей как умеренный демократ, имеющий прочные связи с рабочим классом.
В 1996 году, в 22-ю годовщину оккупации северной части Кипра турецкими войсками, выступил в Конгрессе с эмоциональной речью. Обращаясь к временам Османской империи, Клинк заявил о том, что «турки всегда появлялись как провокаторы». Он напомнил о их недавних претензиях на греческие острова Имиа в Эгейском море (см. Эгейский вопрос), а также на остров Иос, где, как сказал политик, «десятки тысяч коренных жителей острова были зверски вырезаны 75 лет назад турками». В подтверждение этому Клинк сослался на случай, когда на Иосе оттоманами в церкви были сожжены 3 000 греков, и на то, что и сегодня на месте сгоревшего храма можно увидеть «отпечатки» тех событий в виде «обуглившихся костей» маленьких детей.
В 2000 году неудачно баллотировался в Сенат США, проиграв кандидату от Республиканской партии Ричарду Санторуму (52,4 % против 45,5 % голосов).
В 2001 году, на очередных выборах в Конгресс, проиграл кандидату-республиканцу Мелиссе Харт.
В 2005 году назывался вероятным кандидатом на то же место в Конгрессе, что занимал в предыдущие годы, однако объявил о том, что не будет участвовать в выборах.

## Личная жизнь
С 1977 года женат на Линде Хоган, в браке с которой имеет сына Мэттью и дочь Джулиану.